# 2. Fußball-Bundesliga 2015-2016
La 2. Fußball-Bundesliga 2015-2016 è stata la 42ª edizione del secondo livello del campionato di calcio tedesco. La stagione è iniziata il 24 luglio 2015 e terminata il 15 maggio 2016.
Il campionato è composto da 18 squadre: quelle piazzate tra il quarto e il quindicesimo posto nella stagione 2014-15, le 2 peggiori della Bundesliga 2014-2015, le 2 migliori provenienti dalla 3. Liga, la perdente dello spareggio tra la 16^ della Bundesliga e la terza della 2. Bundesliga e la vincente tra la sedicesima della Zweite e la terza della Dritte.

## Squadre 2015-2016
Sono state retrocesse dalla Bundesliga 2014-2015 il Paderborn ed il Friburgo. Sono state promosse dalla 3. Liga 2014-2015  l'Arminia Bielefeld e il Duisburg.
| Squadra                | Città                   | Stadio                        |
| ---------------------- | ----------------------- | ----------------------------- |
| Arminia Bielefeld      | Bielefeld               | SchücoArena                   |
| Bochum                 | Bochum                  | Rewirpowerstadion             |
| Duisburg               | Duisburg                | Schauinsland-Reisen-Arena     |
| Eintracht Braunschweig | Braunschweig            | Eintracht-Stadion             |
| Friburgo               | Friburgo                | Mage Solar Stadion            |
| FSV Francoforte        | Francoforte sul Meno    | Frankfurter Volksbank Stadion |
| Fortuna Düsseldorf     | Düsseldorf              | Esprit Arena                  |
| Greuther Fürth         | Fürth                   | Trolli Arena                  |
| Heidenheim             | Heidenheim an der Brenz | Voith-Arena                   |
| Kaiserslautern         | Kaiserslautern          | Fritz Walter Stadion          |
| Karlsruhe              | Karlsruhe               | Wildparkstadion               |
| RB Lipsia              | Lipsia                  | Red Bull Arena                |
| Monaco 1860            | Monaco di Baviera       | Allianz Arena                 |
| Norimberga             | Norimberga              | Stadion Nürnberg              |
| Paderborn              | Paderborn               | Benteler-Arena                |
| Sandhausen             | Sandhausen              | Hardtwaldstadion              |
| St. Pauli              | Amburgo                 | Millerntor-Stadion            |
| Union Berlino          | Berlino                 | Alte Försterei                |

## Classifica
|  |     | Classifica 2015-2016   | Pti | G  | V  | N  | P  | GF | GS | DR  | Promozione o Retrocessione             |
|  | --- | ---------------------- | --- | -- | -- | -- | -- | -- | -- | --- | -------------------------------------- |
|  | 1.  | Friburgo               | 72  | 34 | 22 | 6  | 6  | 75 | 39 | +36 | Promossa in Bundesliga 2016-17         |
|  | 2.  | RB Lipsia              | 67  | 34 | 20 | 7  | 7  | 54 | 32 | +22 | Promossa in Bundesliga 2016-17         |
|  | 3.  | Norimberga             | 65  | 34 | 19 | 8  | 7  | 68 | 41 | +27 | Play-off con 16ª in Bundesliga 2015-16 |
|  | 4.  | St. Pauli              | 53  | 34 | 15 | 8  | 11 | 45 | 39 | +6  |                                        |
|  | 5.  | Bochum                 | 51  | 34 | 13 | 12 | 9  | 56 | 40 | +16 |                                        |
|  | 6.  | Union Berlino          | 49  | 34 | 13 | 10 | 11 | 56 | 50 | +5  |                                        |
|  | 7.  | Karlsruhe              | 47  | 34 | 12 | 11 | 11 | 35 | 37 | -2  |                                        |
|  | 8.  | Eintracht Braunschweig | 46  | 34 | 12 | 10 | 12 | 44 | 38 | +6  |                                        |
|  | 9.  | Greuther Fürth         | 46  | 34 | 13 | 7  | 14 | 49 | 55 | -6  |                                        |
|  | 10. | Kaiserslautern         | 45  | 34 | 12 | 9  | 12 | 49 | 47 | +2  |                                        |
|  | 11. | Heidenheim             | 45  | 34 | 11 | 12 | 10 | 42 | 40 | +2  |                                        |
|  | 12. | Arminia Bielefeld      | 42  | 34 | 8  | 18 | 8  | 38 | 39 | -1  |                                        |
|  | 13. | Sandhausen             | 40  | 34 | 12 | 7  | 15 | 40 | 50 | -10 |                                        |
|  | 14. | Fortuna Düsseldorf     | 35  | 34 | 9  | 8  | 17 | 32 | 47 | -15 |                                        |
|  | 15. | Monaco 1860            | 34  | 34 | 8  | 10 | 16 | 32 | 46 | -14 |                                        |
|  | 16. | Duisburg               | 32  | 34 | 7  | 11 | 16 | 32 | 54 | -22 | dopo Play-Out con 3° 3. Liga           |
|  | 17. | FSV Francoforte        | 32  | 34 | 8  | 8  | 18 | 33 | 59 | -26 | Retrocessione in 3. Liga 2016-17       |
|  | 18. | Paderborn              | 28  | 34 | 6  | 10 | 18 | 28 | 55 | -27 | Retrocessione in 3. Liga 2016-17       |

NOTE: Sandhausen penalizzato di 3 punti

### Play-off promozione
|                       | Risultati |                       | Stadio            | data           |  |
| --------------------- | --------- | --------------------- | ----------------- | -------------- |  |
| Eintracht Francoforte | 1 - 1     | Norimberga            | Commerzbank-Arena | 19 maggio 2016 |  |
| Norimberga            | 0 - 1     | Eintracht Francoforte | Grundig Stadion   | 23 maggio 2016 |  |

### Play-out salvezza
|                  | Risultati |                  | Luogo e data   |  |
| ---------------- | --------- | ---------------- | -------------- |  |
| Kickers Würzburg | 2 - 0     | Duisburg         | 20 maggio 2016 |  |
| Duisburg         | 1 - 2     | Kickers Würzburg | 24 maggio 2016 |  |

### Verdetti
- Friburgo e  RB Lipsia promosse in Fußball-Bundesliga 2016-2017
- Norimberga qualificato ai play-off contro la 16ª classificata in Fußball-Bundesliga 2015-2016
- Duisburg ,  FSV Francoforte e  Paderborn retrocesse in 3. Liga 2016-2017

## Classifica marcatori
| Gol |  |  | Giocatore             | Squadra                |
| --- |  |  | --------------------- | ---------------------- |
| 25  |  |  | Simon Terodde         | Bochum                 |
| 21  |  |  | Nils Petersen         | Friburgo               |
| 17  |  |  | Bobby Wood            | Union Berlino          |
| 14  |  |  | Vincenzo Grifo        | Friburgo               |
| 14  |  |  | Guido Burgstaller     | Norimberga             |
| 13  |  |  | Niclas Füllkrug       | Norimberga             |
| 12  |  |  | Fabian Klos           | Arminia Bielefeld      |
| 12  |  |  | Sebastian Freis       | Fürth                  |
| 12  |  |  | Damir Kreilach        | Union Berlino          |
| 10  |  |  | Robert Leipertz       | Heidenheim             |
| 10  |  |  | Davie Selke           | RB Lipsia              |
| 9   |  |  | Aziz Bouhaddouz       | Sandhausen             |
| 8   |  |  | Veton Berisha         | Fürth                  |
| 8   |  |  | Dimitrios Diamantakos | Karlsruhe              |
| 8   |  |  | Emil Forsberg         | RB Lipsia              |
| 8   |  |  | Salim Khelifi         | Eintracht Braunschweig |
| 8   |  |  | Rubin Okotie          | Monaco 1860            |
| 8   |  |  | Maximilian Philipp    | Friburgo               |
| 8   |  |  | Marcel Sabitzer       | RB Lipsia              |
| 8   |  |  | Lennart Thy           | St. Pauli              |
| 8   |  |  | Robert Žulj           | Fürth                  |
| 7   |  |  | Dominik Kaiser        | RB Lipsia              |
| 7   |  |  | Kacper Przybyłko      | Kaiserslautern         |
| 7   |  |  | Marc Rzatkowski       | St. Pauli              |
| 7   |  |  | Yussuf Poulsen        | RB Lipsia              |
| 6   |  |  | Alessandro Schöpf     | Norimberga             |
| 6   |  |  | Ranisav Jovanović     | Sandhausen             |
| 6   |  |  | Andrew Wooten         | Sandhausen             |
| 6   |  |  | Besar Halimi          | FSV Francoforte        |